# Водне поло на Чемпіонаті світу з водних видів спорту 1991
Змагання з водного поло на Чемпіонаті світу з водних видів спорту 1991 тривали з 3 до 13 січня на Клермонт-Супердромі в Перті (Австралія).

## Медальний залік

### Таблиця медалей
| Місце               | Країна              | Золото | Срібло | Бронза | Загалом |
| ------------------- | ------------------- | ------ | ------ | ------ | ------- |
| 1                   | Югославія (YUG)     | 1      | 0      | 0      | 1       |
| 1                   | Нідерланди (NED)    | 1      | 0      | 0      | 1       |
| 3                   | Іспанія (ESP)       | 0      | 1      | 0      | 1       |
| 3                   | Канада (CAN)        | 0      | 1      | 0      | 1       |
| 5                   | США (USA)           | 0      | 0      | 1      | 1       |
| 5                   | Угорщина (HUN)      | 0      | 0      | 1      | 1       |
| Загалом (6 збірних) | Загалом (6 збірних) | 2      | 2      | 2      | 6       |

### Медалісти
| Дисципліна | Золото | Срібло  | Бронза   |
| ---------- | --- | ------- | -------- |
| Чоловіки   | Югославія | Іспанія | Угорщина |
| Жінки      | Нідерланди Карла ван дер Бон (вор.), Геллен Бурінґ (вор.), Ірма Брандер, Едме Гімстра, Монік Краненбурґ, Карін Кейперс, Патрісія Лібреґтс, Алісе Ліндгаут, Ліліан Оссендрейвер, Янні Спейкер, Есмералда ван дер Ватер, Мар'ян оп ден Велде, Гедда Вердам. Головний тренер: Петер ван дер Біґґелар. | Канада  | США      |